# Il cavallo in doppiopetto
Il cavallo in doppiopetto (The Horse in the Gray Flannel Suit) è un film commedia statunitense del 1968 diretto da Norman Tokar e sceneggiato da Louis Pelletier che si basò sul libro del 1955 The Year of the Horse di Eric Hatch. 
Il titolo originale del film costituisce un gioco di parole tra il manto pezzato grigio del cavallo e il titolo di un romanzo di Sloan Wilson del 1955 (The Man in the Gray Flannel Suit) sulla ricerca di una più alta ragione di vita in un mondo dominato dal denaro. Tale ambivalenza si è persa in sede dell'adattamento italiano, che traducendo "Gray Flannel Suit" con "doppiopetto" si limita a sottolineare l'eleganza del cavallo.
Il film costituì l'ultima apparizione cinematografica dell'attore Fred Clark, che morì prima della sua uscita nelle sale e alla cui memoria fu dedicato.

## Trama
Il pubblicitario di Madison Avenue Fred Bolton, un vedovo che vive oltre le sue possibilità a Lakeville nel Connecticut, è crucciato da due seri problemi. In primo luogo, il suo capo all'Agenzia Pubblicitaria Tomes l'ha incaricato di pensare in ventiquattr'ore ad una campagna originale per lanciare il digestivo Aspercel, della compagnia cliente Allied Drug & Food. Il presidente della compagnia vuole una campagna d'alta classe che "dia agli stomaci inaciditi classe e dignità".
Il secondo problema è dato da Helen, la figlia adolescente di Fred. Ella ama i cavalli, prende lezioni di equitazione e ha già riscosso un certo successo  in alcune gare. Il suo più grande desiderio è di avere un cavallo tutto suo, cosa che secondo la sua istruttrice Suzie Clemens le darebbe molta più fiducia, sia come ragazza che come cavallerizza. Comunque, si tratta di un sogno che né Fred né Martha, la zia di Helen, possono realizzare, in aggiunta al fatto che Fred è allergico ai cavalli.
Dopo una frustrante notte di brainstorming, Fred arriva all'idea che potrebbe risolvere ambo i problemi in un colpo solo: comprare un buon cavallo, chiamarlo Aspercel e, facendolo cavalcare da Helen, portare alla ribalta il nome del prodotto del cliente, realizzando così anche il sogno di sua figlia. Per ottenere ciò, Helen e "Aspy" dovranno vincere alcune corse e dar fama al cavallo. Fred si assicura la collaborazione di Suzie, ed è assistito dal giovane Ronny Gardner, che ben presto avrà occhi solo per Helen.
Helen inizia a vincere dei premi, ma la pubblicità che ne risulta è al di sotto delle aspettative di Fred. Quando Helen scopre che il lavoro di suo padre è a rischio, sente tutta la pressione e fallisce in una competizione importante. Suzie, tuttavia, scopre le potenzialità di Aspercel quando il cavallo porta Fred sopra un muro alto 7 piedi e lascia indietro un'auto della polizia. Suzie dà la disponibilità a cavalcare Aspercel all'International Horse Show di Washington e suggerisce d'ingaggiare come allenatore un suo buon amico, il facoltoso Archer Madison, che un tempo faceva parte della nazionale statunitense di equitazione. Fred accetta riluttante, celando la propria gelosia nei confronti di Archer. Dopo una dura lotta col campione in carica, il luogotenente Mario Lorendo sul suo cavallo Rascala, Suzie e Aspercel vincono la gara. Tutto si conclude felicemente, poiché Fred è ricompensato con una promozione, una figlia felice e l'amore di Suzie.

## Accoglienza
Il film, che all'uscita nelle sale fu abbinato al cortometraggio animato Troppo vento per Winny-Puh, ricevette critiche in gran parte negative, a causa della sua trama prevedibile, e fu un fiasco al botteghino.